# Nîmes
Nîmes [nim] (okzitanisch: Nimes [nimes], altokzitanisch: Nemze, lateinisch: Nemausus) ist eine Stadt im Süden Frankreichs und Hauptstadt des Départements Gard.  

## Geschichte

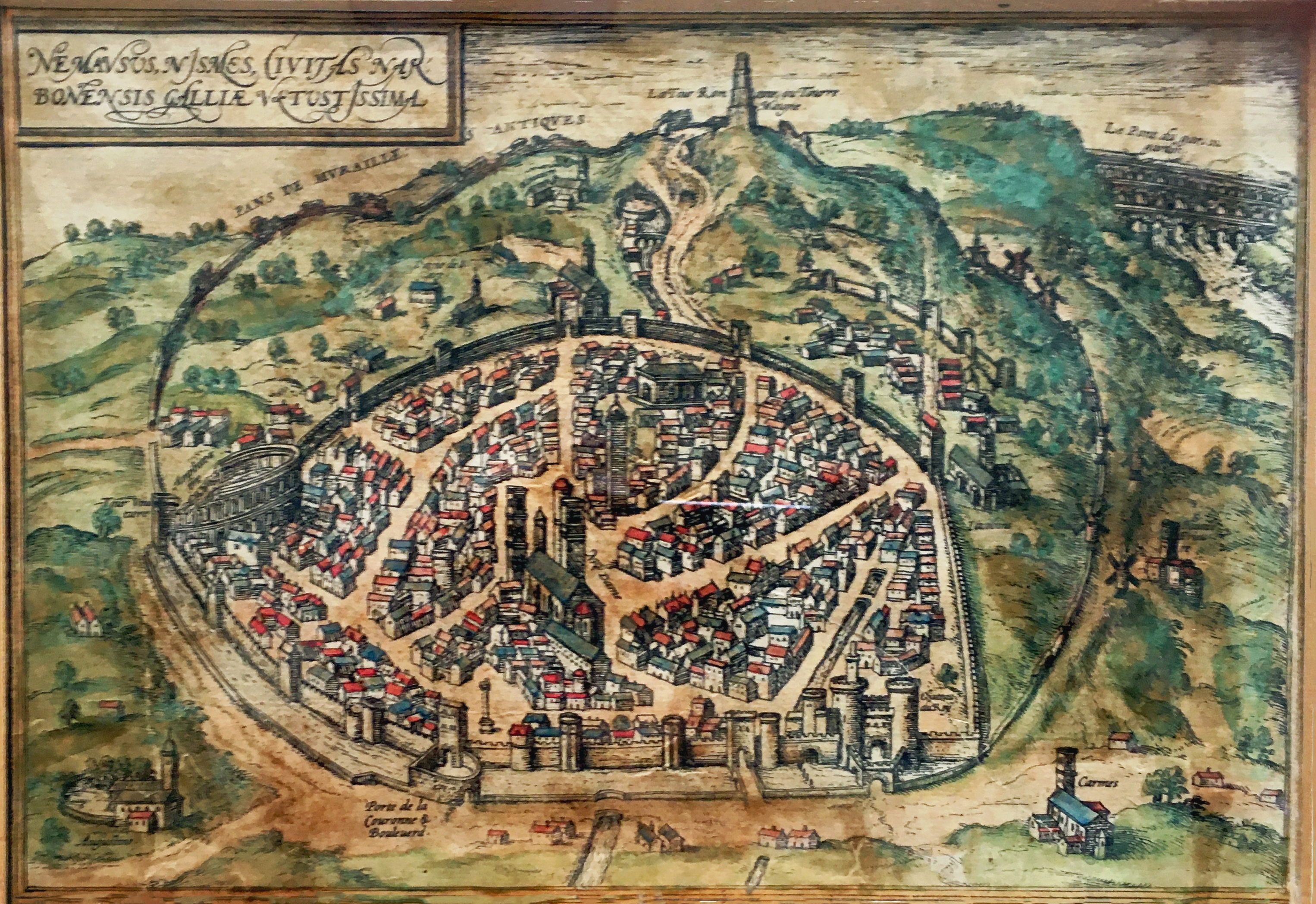
Historische Ansicht

Die Befestigungsanlagen im Jahr 1634 (Kupferstich von Christophe Tassin)

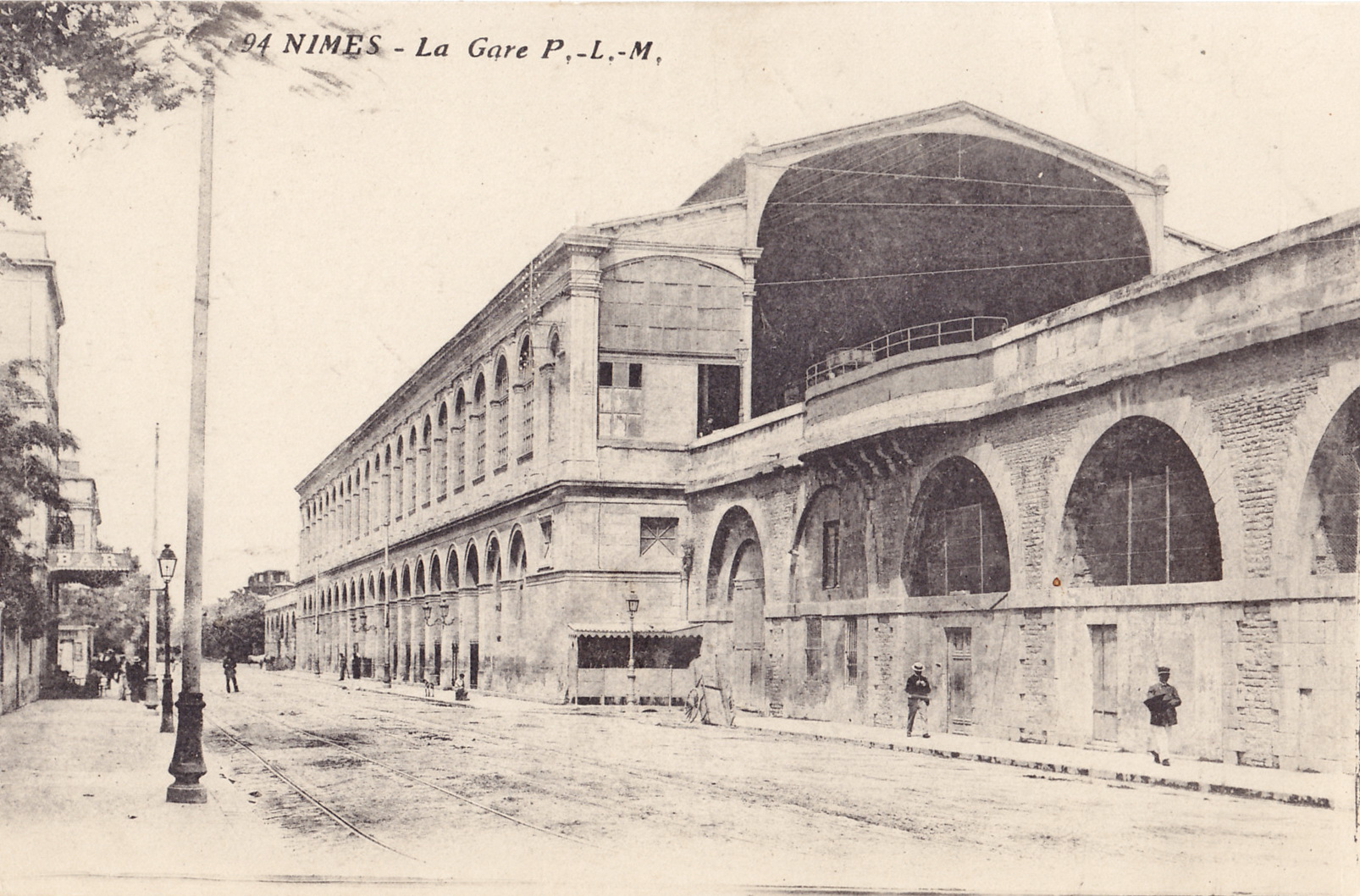
Bahnhof (vor 1916)

### Von der Frühzeit bis in die 1930er Jahre
Nîmes hieß bei den Kelten Nemausus (Name der dortigen keltischen Quellgottheit) und war Hauptstadt der Volcae Arecomici. Sie lag im Einflussgebiet von Massilia (dem heutigen Marseille). 121 v. Chr. wurde sie von den Römern erobert und Teil der Provinz Gallia Narbonensis, dann 27 v. Chr. von Kaiser Augustus zur Colonia erhoben (Colonia Augusta Nemausus). Um diese Zeit siedelten sich hier ägyptische Griechen, wohl aus der Armee des Marcus Antonius, an. 149 n. Chr. wurde Nemausus wahrscheinlich nach dem Brand von Narbo (dem heutigen Narbonne) neue Hauptstadt der Narbonensis. Die Stadt war wenigstens bis zum Ende des 2. Jahrhunderts n. Chr. prosperierend. Sie war bevölkerungsreich, glänzend gebaut und ein Beispiel für die Blütezeit der gallorömischen Kultur. Die in ihren ältesten Teilen aus dem 3. Jahrhundert v. Chr. stammende, bis heute erhaltene Tour Magne („Großer Turm“) machten die Römer zum Teil ihrer sieben Kilometer langen Stadtbefestigung. Die verkehrsgünstig an der Via Domitia gelegene Stadt verfügte über eine bedeutende Münzstätte und hatte damals rund 25.000 Einwohner. Von der damaligen Stellung zeugen erhaltene Baudenkmäler wie das Amphitheater, das castellum, der Dianatempel, der Aquädukt Pont du Gard nordöstlich der Stadt, die Maison Carrée sowie das Augustustor.
Nîmes, wo 396 eine Synode stattfand, wurde in der ausgehenden Spätantike ein Bischofssitz; erstmals ist hier für das Jahr 506 ein Bischof bezeugt. 472 wurde die Stadt von den Westgoten erobert, die Septimanien lange gegen die Franken verteidigen konnten. 725 eroberten die Sarazenen Nîmes, das aber 737 von den Franken unter Führung Karl Martells eingenommen und fast gänzlich zerstört wurde. Von den Sarazenen kurzfristig zurückgewonnen fiel die Stadt 752 in die Hände Pippins des Jüngeren. Nachdem Nîmes so zum fränkischen Reich kam, regierten dort die vicecomites (frz. vicomtes), die unter den Herzögen von Septimanien standen. Im 10. Jahrhundert machten sich diese unabhängig und führten seitdem den Titel Grafen. Von den Normannen war die Stadt 859 geplündert worden. Wiederholt Zankapfel zwischen den Grafen von Toulouse, Carcassonne und Béziers sowie dem König von Aragonien wurde Nîmes von Letzterem als Oberlehnsherr ganz an sich gezogen. 1226 eroberte es König Ludwig VIII. von Frankreich. 1259 trat es Jakob I. von Aragonien förmlich an Ludwig IX. ab. Im Hundertjährigen Krieg wurde die Stadt 1378 vom Herzog von Anjou, 1417 von den Engländern und 1420 vom Dauphin Karl VII. erobert.
Im 16. Jahrhundert war Nîmes eine der Hauptstädte der Hugenotten, welche sich dort trotz aller Verfolgungen und Unterdrückungen in verhältnismäßig großer Zahl behaupteten und auf Betreiben der Marguerite von Navarra sogar eine protestantische Universität errichteten. Trotz aller Versöhnungsversuche herrschte seitdem ein schroffer Gegensatz zwischen den katholischen und protestantischen Einwohnern. Dieser führte oft zu blutigen Kämpfen. (siehe: Michelade 1567) In den Zeiten der Reaktion, so nach der Aufhebung des Edikts von Nantes (1685) und während des Cevennenkriegs (1702–05), kam es zu Verfolgungen der Protestanten. Im Zuge der Kämpfe wurde die Kathedrale der Stadt mehrfach zerstört. Die Religionskonflikte eskalierten auch 1791, und 1815 gab die Restauration der Bourbonen nach der Herrschaft der Hundert Tage von Napoleon Bonaparte hier ebenfalls zu großen Gräueln Anlass. Die Katholiken verfolgten im August und September dieses Jahres durch die „Bandes Verdets“ unter einem gewissen Dupont, genannt Trastaillon, die protestantischen Einwohner mit Mord und Brand; nur wiederholte Versuche des Herzogs von Angoulême beendeten diese Wirren. Ende August 1830 erhob sich nach der Julirevolution die katholische fanatische Partei für Karl X. und verursachte viel Aufruhr, wurde aber unterdrückt. 1835 wütete dann noch die Cholera in Nîmes.
Dennoch erlebte die Stadt einen stetigen wirtschaftlichen Aufschwung, insbesondere seit dem Aufkommen der Manufakturproduktion im 18. Jahrhundert, die vor allem in der Textilproduktion Anwendung fand. Daneben erwies sich der Weinanbau als profitabel, insbesondere, nachdem man mit dem Anschluss an das Eisenbahnnetz und mit dem Bau des Canal du Midi die Erzeugnisse besser absetzen konnte.

### 1939 – 1945: Internierungslager und Zweiter Weltkrieg
Die französische Internierungspraxis der Jahre 1939 bis 1945, die spätestens seit dem Ausbruch des Zweiten Weltkriegs vor allem für deutsche und österreichische Emigranten das Recht auf Asyl stetig aushöhlte, führte schon 1939 dazu, dass alle männlichen Ausländer zwischen 20 und 40 Jahren verpflichtet wurden, als Prestataires nicht näher definierte gemeinnützige Arbeiten zu leisten. Sie wurden dazu in paramilitärischen Verbänden unter dem Kommando der Armee zusammengefasst, sogenannten „Compagnies de prestataires“ (Dienstleister-Kompanien, auch Compagnies de Travailleurs Étrangers, CTE, Fremdarbeiterkompagnien).
Im Zuge dieser Politik wurde auch Nîmes bereits 1939 Standort einer Compagnie de Travailleurs Étrangers (CTE 16e), die  im Juni 1940 in ein Groupement de Travailleurs Étrangers (GTE 803e) überführt wurde. Die AJPN-Webseite legt den Schluss nahe, dass diese Einheit auf dem Militärgelände Camp des Garrigues stationiert war. (Lage) Dieses Militärgelände erstreckte sich allerdings vom nördlichen Stadtrand von Nîmes bis zum Gardon. Dort oben liegt auch ein als Le Cascaret bezeichnetes Areal (Lage), auf dem sich laut AJPN ein Centre de rassemblement des étrangers (Sammellager für Ausländer) befunden haben soll. Weitere Hinweise auf dieses Lager sind dort und in anderen Quellen nicht zu finden.
André Fontaine siedelt sein Camp des Garrigues „auf dem gleichnamigen weitläufigen militärischen Manövergelände 10 km nördlich von Nîmes“ an, das „bis zum Ufer des Gardon“ reiche. Diese vage Lokalisation schließt auch Le Cascaret als den Ort ein, an dem im Januar 1940 ein Lager für 200 deutsche Häftlinge aus einem anderen Teil Frankreichs eröffnet wurde. Dieses Lager habe sich neben einem weiteren für 200 spanische Flüchtlinge befunden. Die Spanier hätten ihre Unterkünfte selbst errichtet und ein Häuschen den Deutschen überlassen, bevor auch diese eine weitere Unterkunft bauen konnten.
In Frankreich lebten 1939/1940 etwa 700.000 Italiener. Als sich im Rahmen des Westfeldzugs auch Italien zu einem Kriegseintritt entschloss, wurden auch sie zu feindlichen Ausländern (étrangers ennemis), die ab dem 10. Juni 1940 verfolgt und interniert werden sollten. In dem Umfange kam es schon aus logistischen Gründen nie zum Vollzug der Anordnung, doch wurden nach dem 10. Juni etwa 8.500 Italiener verhaftet und in verschiedene schon bestehende Internierungslager eingewiesen. 700 von ihnen wurden in die Nähe von Nîmes verlegt und aus Platzmangel in Zelten (Marabouts) in der Garrigue untergebracht.:, S. 254 Auch wenn Peschanski das so explizit nicht sagt, kann man wohl davon ausgehen, dass er mit Garrigue das weitläufige Camp de Garrigues meinte. Die Freilassung dieser Internierten erfolgte nach dem Waffenstillstand von Compiègne (1940) mit einigen Verzögerungen ab dem 17. Juli 1940.:S. 273 f.
Nach dem Waffenstillstand von Compiègne versuchte der Kommandant des Camp des Milles noch am 22. Juni 1940 etwa 2.000 Gefangene vor den Deutschen in Sicherheit zu bringen. Er schickte sie in einem Zug nach Bayonne, wo angeblich ein Schiff auf sie warten sollte. Bei der Ankunft in Bayonne verbreitete sich das Gerücht, dass die deutsche Wehrmacht kurz vor der Stadt stünde. Einige der Flüchtlinge versuchten daraufhin, auf eigene Faust davonzukommen; die meisten aber blieben beim Zug und begaben sich auf eine Rückreise, die bei Nîmes endete. Die Geschichte dieses „Gespensterzuges“ wurde von Lion Feuchtwanger und Alfred Kantorowicz, beides unfreiwillige Passagiere des Zuges, ausführlich beschrieben und ist auch Gegenstand des Spielfilms Les Milles. Gefangen im Lager.
Die Zugodyssee endete am 27. Juni 1940 auf dem Gelände eines Bauernhofes in der Nähe von Nîmes. Am nächsten Tag begann für die nach wie vor unter Bewachung stehenden Zuginsassen ein stundenlanger Marsch, den Henry Gowa auf einem Bild festgehalten hat. Er endete nach etwa 15 Kilometern auf dem Gelände eines aufgelassenen Gutshofes mit dem Namen San Nicola oder Saint-Nicolas. Feuchtwanger hat die Lebensbedingungen dort im Abschnitt Die Zelte von Nîmes ausführlich beschrieben.
Nach Salvatore Puglia lag das Internierungslager Saint Nicolas „innerhalb der Verwaltungsgrenzen der Gemeinden Sainte Anastasie du Gard und Nîmes auf dem Militärgelände von Garrigues […] in der Nähe der Kreuzung der Straßen, die Nîmes, Uzès und Poulx verbinden“ und befand sich in der Nachbarschaft der oben schon erwähnten kleineren Lager für die Spanier und die deutschen Häftlinge. Puglia nennt in einem weiteren Beitrag  Koordinaten, die auf eine unmittelbare Nachbarschaft zu Le Cascaret hinweisen. (Lage)
Unabhängig von der genauen Lokalisation herrscht auch in Bezug auf die Benennung des Lagers ein großes Durcheinander.

„Es ist nicht einfach, dieses Lager zu lokalisieren, da es manchmal als Zeltlager Saint-Nicolas, Camp des Garrigues-Saint-Nicolas oder auch Camp de Saint-Nicolas-des-Garrigues bezeichnet wird. Wenn man der Aussage des Schriftstellers Lion Feuchtwanger […] folgt, hätten die Militärbehörden in den letzten Junitagen 1940 und den allerersten Julitagen 1940 ein Lager in der Umgebung des Bauernhofs Saint-Nicolas errichtet. Es handelte sich wahrscheinlich um das Mas Saint-Nicolas, eine ehemalige Postkutschenstation aus dem Ancien Régime, die 1950 von den Militärbehörden erworben wurde und fortan zum Manöverlager Les Garrigues gehörte. Das Lager befand sich also in der Gemeinde Sainte-Anastasie, in der Nähe der Brücke Saint-Nicolas de Campagnac, die den Gardon nördlich von Nîmes überspannt.“

Bis Oktober 1940 standen den 2.000 Männern aus dem Zug 100 der oben schon erwähnten Rundzelte (Marabouts) zur Verfügung, die nach Feuchtwanger im Schnitt 16 Personen Platz boten.:S. 158 Das gesamte Lager war von Stacheldraht umgeben, der aber für eine Vielzahl der Internierten kein Hindernis darstellte für regelmäßige Ausflüge Nach Nîmes. Auch wenn es bei Feuchtwanger einzelne Schilderungen pittoreskerer Situationen des Lagerdaseins gibt, kommt die dort herrschende Not nicht zu kurz, die Puglia recht bündig zusammenfasst:

„Die Lebensbedingungen waren hart. Die Internierten, die in etwa 100 "Marabout"-Zelten mit Strohboden untergebracht waren, litten unter dem Mistral, der Hitze, Insekten, Ruhr und der Angst, an die Nazis ausgeliefert zu werden (die Kundt-Kommission, die mit der Erfassung und Auswahl der Kriegsinternierten beauftragt war, wurde kurz nach der Unterzeichnung des Waffenstillstands aktiv und erschien tatsächlich Anfang August).“

Nach Feuchtwanger entwickelte sich das Lager immer mehr in einen Jahrmarkt, bestehend aus improvisierten Verkaufsständen und Bars, in denen Lagerinsassen Sachen anboten, die sie zum Verkauf organisiert hatten oder aufgrund ihrer eigenen Not zum Verkauf gezwungen waren. Sehr einfühlsam beschrieb er das im Lager herrschende soziale Gefälle, das sich hinter diesem Alltagstrubel verbarg.

„Es ist wohlfeil, sich zu entrüsten über die armen Teufel, welche sich durch Schacher jeder Art ein paar Franken zu erraffen suchten und welche wohl gar die andern, ihre Gefährten im Elend, bestahlen. Was sollten diese Unseligen tun? Ihre Kleider zerlumpten, das Essen, Welches die Lagerleitung bot, genügte gerade zur Fristung des Lebens und ließ einen hungrig. Es gab unter den zweitausend Lagerinsassen vielleicht hundert, die sich die paar erhältlichen Zutaten und Annehmlichkeiten ohne Rücksicht auf den Preis verschaffen konnten. Die meisten aber mußten rechnen, und sehr viele gab es, die nichts besaßen, im Wortsinne nichts, auch keinen Freund oder Verwandten außerhalb, der ihnen einen Centime hätte geben können. Diese Leute waren angewiesen auf die Mildtätigkeit der Wohlhabenden. Und da der Wohlhabenden so wenige, ihrer aber, der Bedürftigen, so viele waren, blieb ihnen kaum etwas anderes übrig, als zu schachern oder noch bedenklichere Mittel anzuwenden.“

Feuchtwanger, der das Lager zeitweilig verlassen hatte und sich mehrere Tage illegal in Nîmes aufhielt, dann aber wieder nach San Nicolas zurückkehrte, konnte in der zweiten Julihälfte fliehen. Möglich gemacht wurde das von Marta Feuchtwanger in Zusammenarbeit mit dem US-amerikanischen Vizekonsul in Marseille, Hiram Bingham. Das Lager in Saint Nicola wurde im Oktober 1940 geschlossen. Dass einige weitere Lagerinsassen flohen, darunter auch Max Ernst, ist bekannt. Andere wurden freigelassen (Franz Hessel und sein Sohn Ulrich), mindestens einer wurde nach Deutschland ausgeliefert. Das Schicksal der weit überwiegenden Mehrheit der Lagerinsassen ist nicht bekannt. Eine nicht weiter verifizierbare Quelle legt nahe, dass sie ins Camp des Milles zurückverlegt wurden. Das Gelände des Camp de Garrigue wird heute weiterhin als militärisches Übungsgelände genutzt., 20 % des Militärlandes sind Teil des im Oktober 2012 gestarteten Projekts „LIFE Défense Nature 2000“ im Rahmen des Natura 2000-Netzwerkes. Hinweise auf Gedenkorte an die ehemaligen Internierungslager in den Garrigues gibt es keine.
Während oberhalb von Nîmes das große Internierungslager entstand, wurde die Stadt selber von französischen Binnenflüchtlingen überschwemmt. Auf der Flucht vor den vorrückenden deutschen Truppen flohen Zehntausende Menschen in den Süden, und Nîmes wuchs innerhalb weniger Tage von 90.000 auf 200.000 Einwohner. Nach dem Waffenstillstand von Compiègne (1940) beruhigte sich die Lage. Ab Herbst 1940 Herbst konstituierten sich erste Widerstandsgruppen aus Personen, die das Vichy-Regime und die aus der Niederlage resultierende Situation ablehnten. In Nîmes brachten am 21. Januar 1942 Hausfrauen mit einer Demonstration ihre Unzufriedenheit mit dem Regime zum Ausdruck.
Auf der anderen Seite intensivierte das Vichy-Regime seine Kollaboration mit den deutschen Besatzern. Am 25 und 26. August 1942 wurden bei einer Massenrazzia der Vichy-Polizei in Nîmes  59 jüdische Männer, Frauen und Kinder zusammengetrieben, an die Deutschen ausgeliefert und anschließend deportiert.
Am 11. November 1942 marschierten die deutschen Truppen, die in die Südzone (die bisherige Freie Zone) ein und etablieren in Nîmes und Pujaut ihre Besatzungsstrukturen. Die Gestapo richtete ihre Zentrale in Nîmes am Boulevard Gambetta 13 ein. Es gab auch ein deutsches Arbeitsvermittlungsamt, das Arbeitskräfte für den Service du travail obligatoire (STO) rekrutieren sollte, doch gerade dagegen setzte sich der Widerstand zur Wehr. Es wurden Vorkehrungen getroffen, um die Sicherheit derer zu gewährleisten, die sich der Dienstverpflichtung und der Deportation nach Deutschland entzogen. Eine erste Initiative hierzu organisierte sich Ende 1942 in einem Bauernhaus im Stadtteil Eau Bouillie. Trotzdem wurden im Département Gard 10.204 Menschen für den STO zwangsverpflichtet.
Im Kampf gegen den Widerstand setzten die deutschen Besatzer in der ersten Hälfte des Jahres 1944 im Gard speziell dafür ausgebildete Einheiten ein: im Februar 1944 die 9. SS-Panzer-Division „Hohenstaufen“, dann im Mai 1944 ein Regiment der SS-Spezialeinheit Brandenburg. Nach einer vom 26. bis 29. Februar 1944 dauernden Operationen der SS gegen den Maquis wurden am 2. März 1944 in Nîmes 15 Geiseln erhängt.
Bei zwei amerikanischen Luftangriffen am 27. Mai 1944 und am 12. Juli 1944, die vor allem den östlichen Teil der Stadt trafen, kamen 271 Menschen ums Leben und 289 wurden verletzt; insgesamt wurden 443 Häuser zerstört und rund 5.000 beschädigt.
Nîmes wurde am 25. August 1944 befreit. Daran beteiligten sich auch deutsche Résistance-Kämpfer. Sie waren zum Teil deutsche Antifaschisten, die ins Gard geflohen waren, darunter auch Kämpfer, die auf republikanischer Seite am Spanischen Bürgerkrieg teilgenommen hatten. Marcelle Battut, der Frau eines Fußballspielers und Geliebten des lokalen deutschen Kommandanten wurden wegen Horizontaler Kollaboration zuerst die Haare geschoren, danach wurde sie in Selbstjustiz hingerichtet. Eine aufgebrachte Menge prügelte noch mehrere Stunden auf ihre Leiche ein. Der erste Befreiungsausschuss des Départements tagte am 2. September 1944. Am 13. Mai 1945 gewann der Parti communiste français den zweiten Wahlgang für die Stadtregierung. 

### Nîmes nach dem Ende des Zweiten Weltkriegs
In Nimes befindet sich der Standort des 2e REI (2e régiment étranger d’infanterie, deutsch: 2. Fremdeninfanterieregiment) der Fremdenlegion.

### Bevölkerungsentwicklung
| Jahr                       | 1962   | 1968    | 1975    | 1982    | 1990    | 1999    | 2006    | 2017    | 2021    |
| Einwohner                  | 99.802 | 123.292 | 127.933 | 124.220 | 128.471 | 133.424 | 144.092 | 150.610 | 148.104 |
| Quellen: Cassini und INSEE |        |         |         |         |         |         |         |         |         |

## Wappen
Beschreibung: Auf Rot eine auf einem grünen Schildfuß stehende grüne Palme mit einem an goldener Kette angebundenem, sich nach links wendenden grünen Krokodil. In der Palme hängt rechts ein goldener Kranz und zu ihren Seiten die goldenen Majuskeln COL und NEM.
Symbolik: Das angekettete Krokodil stammt aus einem Münzmotiv aus der Zeit um 27 v. Chr. bis 14 n. Chr. Es soll von ägyptischen Sklaven zu jener Zeit in die Stadt gebracht worden sein. Die Buchstaben bedeuten Colonia Nemausiensis (→ Initialwappen). Heute ist das Wappen auf vielen öffentlichen Gegenständen, wie etwa Straßenpollern, zu finden. Im Rathaus hängen an der Decke eines Aufganges Krokodile.

## Politik
Seit 2001 ist Jean-Paul Fournier (UMP) Bürgermeister der Stadt.

### Städtepartnerschaften
Nîmes listet acht Partnerstädte auf:
| Stadt            | Land                   | seit |
| ---------------- | ---------------------- | ---- |
| Braunschweig     | Deutschland            | 1962 |
| Frankfurt (Oder) | Deutschland            | 1976 |
| Meknès           | Marokko                | 2005 |
| Prag, 1. Bezirk  | Tschechien             | 1967 |
| Preston          | Vereinigtes Königreich | 1955 |
| Rischon LeZion   | Israel                 | 1986 |
| Verona           | Italien                | 1960 |
| Córdoba          | Spanien                | 2013 |

## Sehenswürdigkeiten

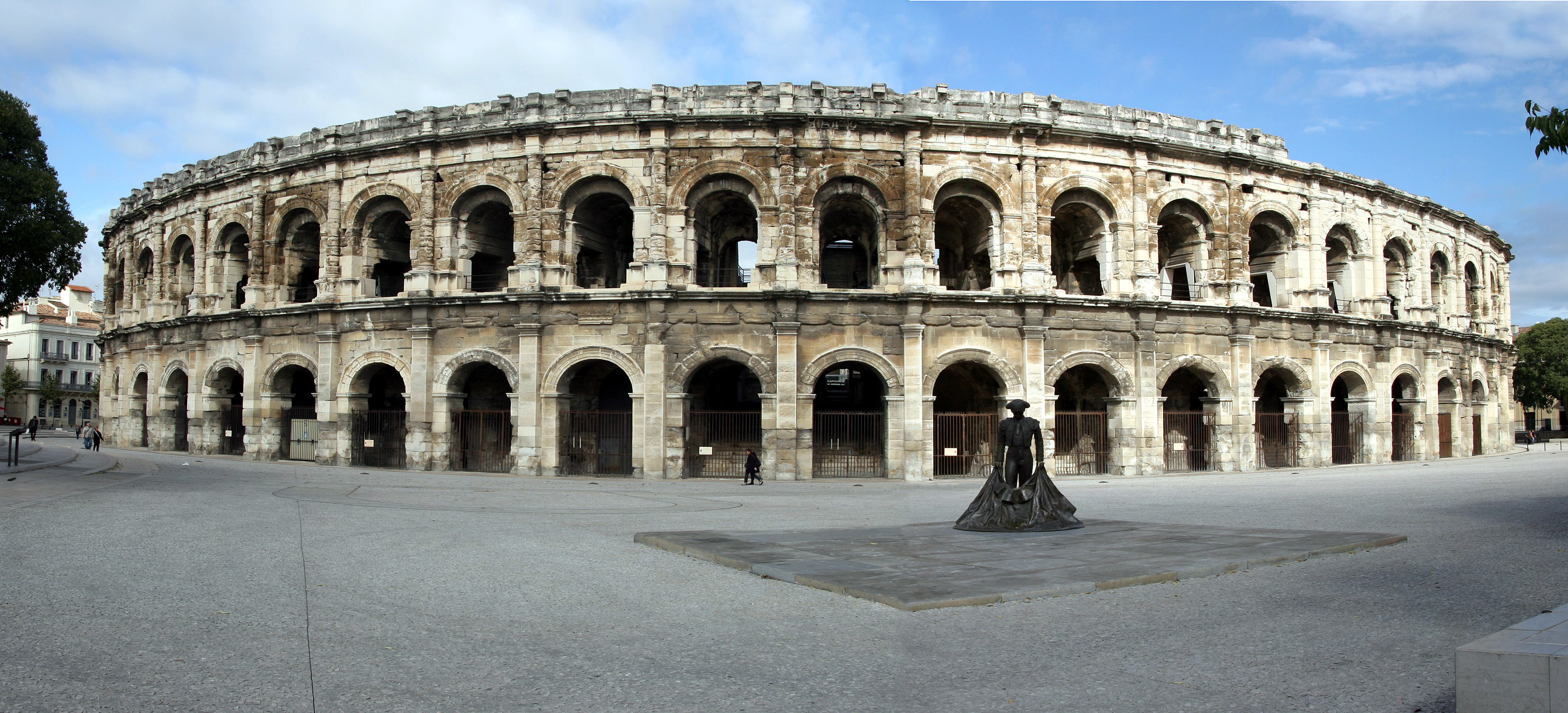
Amphitheater

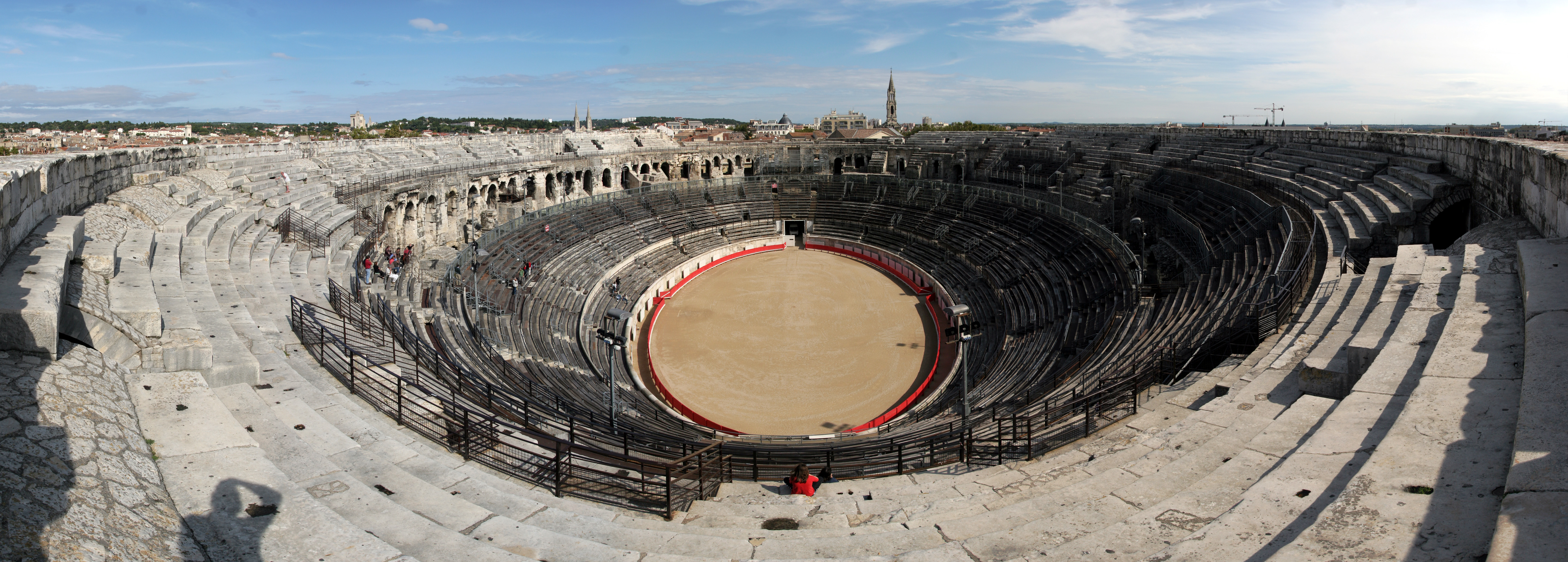
Innenraum des Amphitheaters

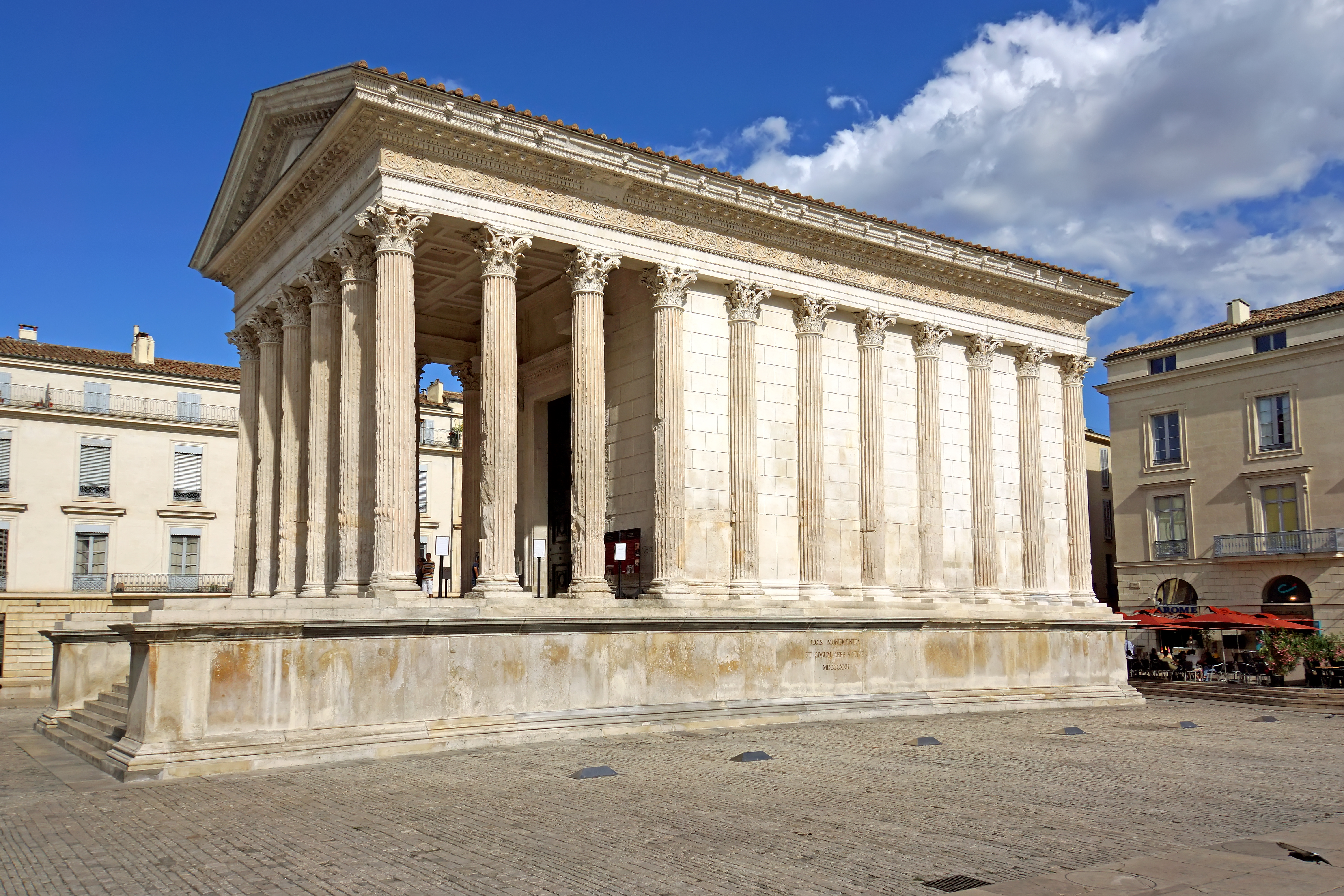
Maison Carrée

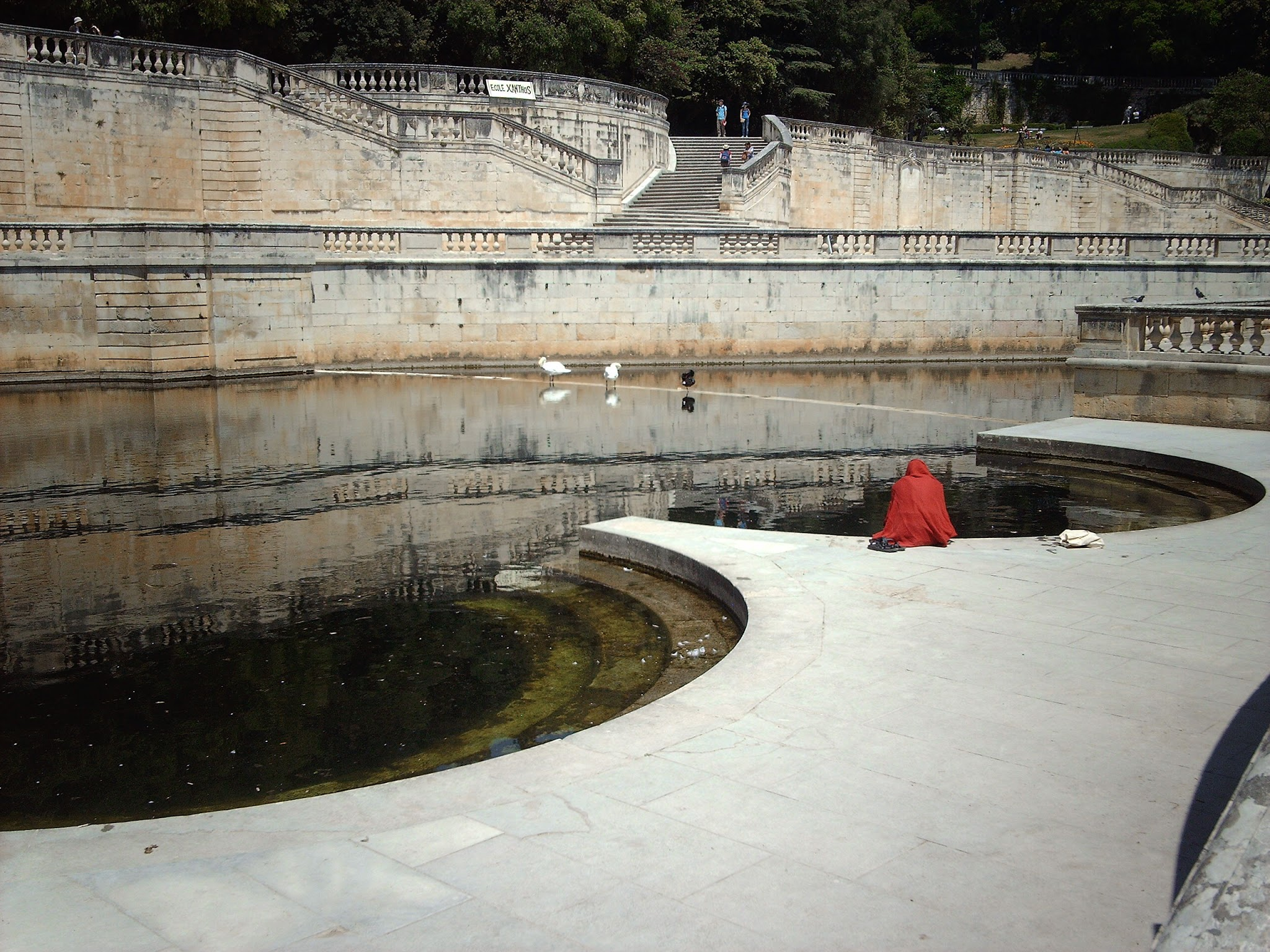
Jardins de la Fontaine

Sehenswürdigkeiten der Stadt sind vor allem die zahlreichen Bauten aus der Römerzeit – u. a. das Amphitheater und die Maison Carrée – sowie die Kathedrale und der malerische historische Stadtkern.
Im Zentrum der Stadt befinden sich die Arenen, die Ende des 1. Jahrhunderts n. Chr. erbaut wurden. Dabei misst das Amphitheater 133 m in der Länge und 101 m in der Breite und bietet Platz für über 20.000 Zuschauer. Die 21 Meter hohe Fassade besteht aus zwei übereinanderliegenden Reihen aus jeweils 60 Bögen. Auch heute noch wird das Amphitheater für Veranstaltungen genutzt. Insbesondere während der Ferias finden dort dreimal im Jahr unblutige Stierkämpfe statt, die sog. „Courses libres“. In den Ferias vor Pfingsten werden allerdings auch allabendlich viele Stiere in der nach spanischem Muster inszenierten Corrida getötet.
Der Maison Carrée genannte Tempel wurde zu Beginn des 1. Jahrhunderts n. Chr. errichtet und dominierte in der Antike das Forum der Stadt. Er war Gaius und Lucius Caesar, den Enkeln und Adoptivsöhnen des Kaisers Augustus, geweiht. Seit 2023 gehört er zum UNESCO-Welterbe.
Die Porte d'Auguste markiert mit ihren erhaltenen Bögen die Stelle, an der die Via Domitia von Osten in die Stadt mündete.
Das moderne Carré d’Art, gegenüber der Maison Carrée gelegen, wurde vom Architekten Norman Foster entworfen, es enthält eine Bibliothek und ein Museum für Moderne Kunst.
Die Jardins de la Fontaine wurden im 18. Jahrhundert von Maréschal und Dardailhon angelegt. Auch der alte Dianatempel wurde in die französische Parklandschaft integriert, ebenso der keltische Tour Magne, der eine Höhe von 32 Metern aufweist und als Aussichtsturm dient.
Das Castellum ist ein römisches Wasserkastell, der das Wasser, das über den Pont du Gard in die Stadt geleitet wurde, auffing und weiterleitete. Es hat einen Durchmesser von 5,90 Metern.
Das Musée de Beaux-Arts wurde 1907 erbaut und 1986/87 von Jean-Michel Wilmotte umgestaltet. Ausgestellt sind französische, niederländische und italienische Gemälde des 16. und 17. Jahrhunderts.
Das Musée du Vieux Nîmes befindet sich im alten, aus dem 17. Jahrhundert stammenden Bischofspalast. Gezeigt wird die Stadtgeschichte seit dem Ende des Mittelalters.
Das Musée des Cultures Taurines wurde im Jahre 2002 eingeweiht und befasst sich mit der regionalen Kultur, insbesondere mit dem Stierkampf.
Das Musée de la Romanité ist ein 2018 eröffneter Neubau unmittelbar neben dem Amphitheater. Die moderne geschwungene Glasfassade soll nach der Architektin Elizabeth de Portzamparc an eine römische Toga erinnern. Das archäologische Museum zeigt eine Sammlung, die von der Bronzezeit bis ins Mittelalter reicht, wobei der Schwerpunkt auf die Römische Epoche gerichtet ist, sehenswert ist beispielsweise die Sammlung an römischen Mosaiken. Ein Panoramablick über Nîmes bietet sich von der Dachterrasse. Das frühere Archäologische Museum (Musée Archéologique de Nîmes) in der ehemaligen Jesuitenschule wurde mit der Eröffnung geschlossen.

## Verkehr

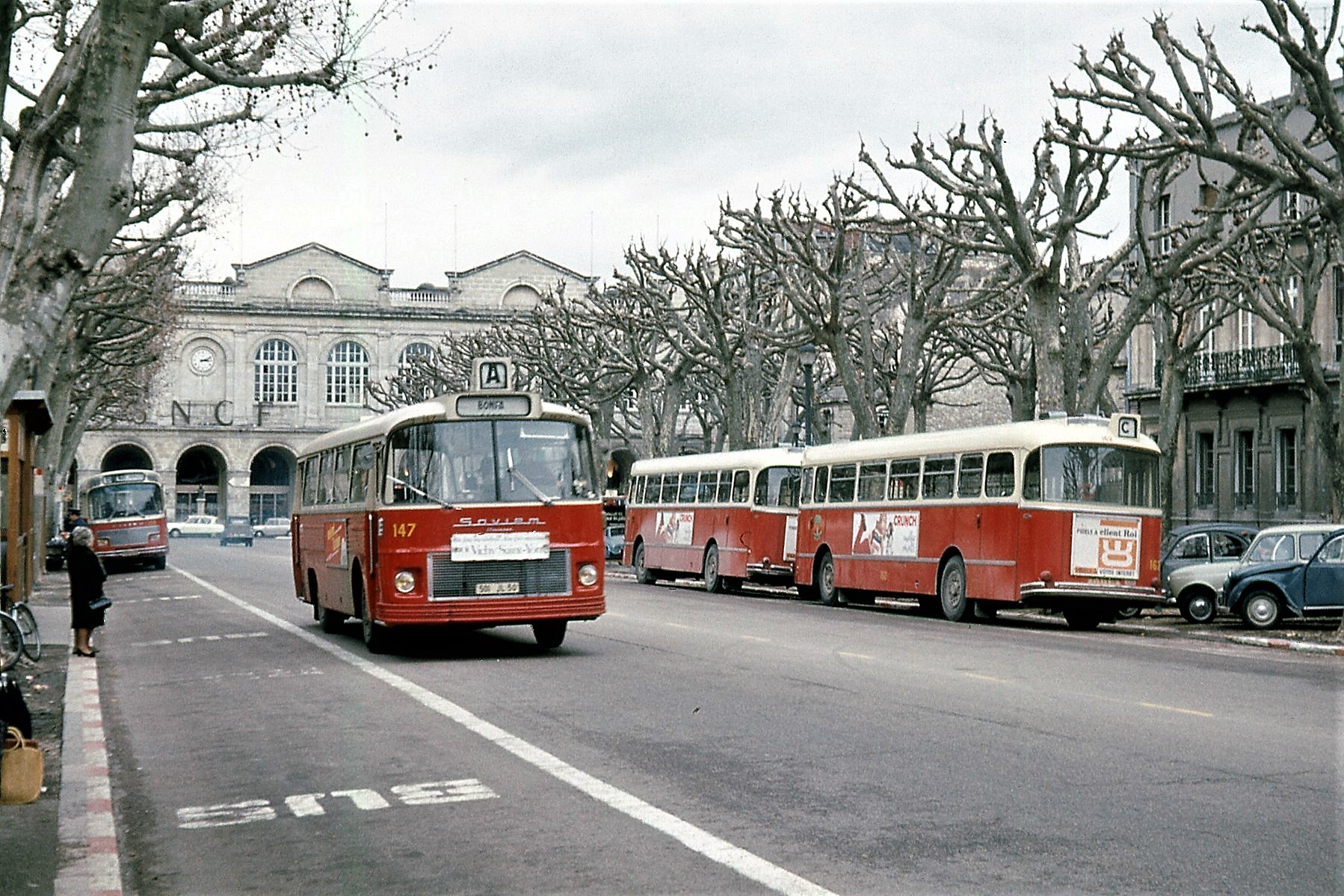
Avenue Feuchères mit Bussen des Stadtverkehrs vor dem Bahnhof (1971)

1839 eröffnete die Compagnie des mines de la Grand’Combe et des chemins de fer du Gard den 26 km langen Abschnitt Nîmes–Beaucaire der späteren Bahnstrecke Tarascon–Nîmes–Sète. Der heutige Bahnhof wurde zwischen 1840 und 1844 von der Compagnie fermière du chemin de fer de Montpellier à Nîmes auf einem langgestreckten, die Innenstadt südöstlich tangierenden Viadukt errichtet und mit der Strecke nach Beaucaire verbunden. TGV- und AVE-Hochgeschwindigkeitszüge verkehren u. a. nach Paris, Straßburg, Lyon, Marseille, Barcelona und Toulouse. Mit der Inbetriebnahme des Bahnhofs Nîmes-Pont-du-Gard am Contournement de Nîmes et Montpellier am 15. Dezember 2019 wurde ein Teil des Hochgeschwindigkeitsverkehrs dorthin verlagert.
Nîmes befindet sich an der Autobahn A9 (Orange-Perpignan) und der A54 (Nîmes–Salon-de-Provence). Der Flughafen Nîmes-Garons befindet sich südlich der Stadt; zudem gibt es im Nordosten der Stadt, bei Courbessac, noch einen kleinen Flugplatz.

## Sonstiges
Der Name des Jeans-Stoffes Denim leitet sich von de Nîmes „aus Nîmes“ ab.

## Dokumentationen
- zdf.de / ZDFinfo (2022): Die Römer in Nîmes - Auf den Spuren der Antike (42 Minuten)